# Ernst Wüllenweber
Ernst Wüllenweber (* 1953 in Linnich) ist ein deutscher Sonder- und Heilpädagoge. Er hatte bis 2018 eine außerplanmäßige Professur an der Martin-Luther-Universität Halle-Wittenberg.

## Leben
Ernst Wüllenweber studierte zunächst Sozialpädagogik an der Fachhochschule Niederrhein und anschließend Sonderpädagogik an der Carl-von-Ossietzky-Universität Oldenburg. Nach mehrjähriger berufspraktischer Tätigkeit in verschiedenen Bereichen der Behindertenhilfe erlangte er 1999 die Promotion an der Universität Oldenburg mit der Studie: Krisen und Behinderung. Entwicklung einer praxisbezogenen Theorie und eines Handlungskonzeptes für Krisen bei Menschen mit geistiger Behinderung. 2005 habilitierte er sich an der Otto-von-Guericke-Universität Magdeburg mit der Studie: Soziale Konflikte als pädagogisches Problem. Eine Studie zum heilpädagogischen Handeln in Einrichtungen der Behindertenhilfe. Als Privatdozent mit der Venia legendi für Rehabilitationspädagogik wirkte er zunächst in Magdeburg und ab 2010 an der Martin-Luther-Universität Halle-Wittenberg. Bis zum Sommersemester 2018 war er dort außerplanmäßiger Professor für Geistigbehindertenpädagogik. Daneben ist er freiberuflich in Fort- und Weiterbildung, Beratung, Supervision und Vorträgen im gesamten deutschsprachigen Raum tätig.
Ernst Wüllenweber hat sich in den Bereichen geistige Behinderung, Lernbehinderung und Autismus grundlegend mit den Themen Krisenintervention, Deeskalation und Umgang mit Problemverhalten und psychischen Störungen befasst. Hierzu führte er mehrere Forschungsprojekte durch und entwickelte das Kriseninterventions- und Deeskalationsprogramm Ki-Pro/DeE-Pro und konnte diese erfolgreich in Einrichtungen der Behindertenhilfe implementieren. Daneben hat er zum Thema der Veränderung der Personenkreise geforscht und veröffentlicht. Hierbei geht es um die Aufnahme von sozial benachteiligten und zumeist nur leicht oder nicht intelligenzgeminderten Personen in Einrichtungen der Behindertenhilfe. Ein drittes großes Themenfeld seiner Arbeit ist die Kommunikation, Beziehungsgestaltung und Gesprächsführung im Kontext Behinderung.

## Veröffentlichungen
- Krisen und Behinderung. Entwicklung eines praxisbezogenen Theorie und eines Handlungskonzeptes für die Krisenintervention bei Menschen mit geistiger Behinderung und bei Autismus. 3. Aufl., Hamburg 2009, ISBN 978-3-942010-00-9.
- Soziale Konflikte als pädagogisches Problem. Eine Studie zum pädagogischen Handeln in kritischen Situationen in den Einrichtungen der Behindertenhilfe. 3. Aufl., Hamburg 2009, ISBN 978-3-942010-01-6.
- "Aber so richtig behindert, wie die hier so tun, bin ich nicht, ich bin eigentlich normal." Chancen und Probleme von lernbehinderten und sozial benachteiligten jungen Erwachsenen im Rahmen von WfbM. 2012, Forschungsbericht.
- (Hrsg. zus. mit Georg Theunissen) Zwischen Tradition und Innovation. Methoden und Handlungskonzepte in der Heilpädagogik und Behindertenhilfe. Marburg 2018, ISBN 978-3-88617-211-5
- (Hrsg.) Soziale Probleme von Menschen mit geistiger Behinderung. Fremdbestimmung, Benachteiligung, Ausgrenzung und soziale Abwertung. Stuttgart 2004, ISBN 978-3-17-018062-8.
- (Hrsg.) Einander besser verstehen. Hilfen und Ansätze für Menschen mit geistiger Behinderung, mit Lernbehinderung und bei Autismus.
  - Band 1: Kommunikation und Beziehungsgestaltung. Marburg 2014, ISBN 978-3-88617-418-8.
  - Band 2: Gesprächsführung, Beratung und Begleitung. Marburg 2014, ISBN 978-3-88617-419-5.
- (Hrsg. zus. mit Georg Theunissen) Handbuch Krisenintervention.
  - Band 1: Hilfen für Menschen mit geistiger Behinderung. Theorie, Praxis, Vernetzung. Stuttgart 2001, ISBN 978-3-17-016479-6
  - Band 2: Methoden und Konzepte bei Menschen mit geistiger Behinderung. Stuttgart 2004, ISBN 978-3-17-017975-2.
- Pädagogik bei geistigen Behinderungen. Ein Handbuch für Studium und Praxis. (Hrsg. zus. mit G. Theunissen und H. Mühl) Stuttgart 2006, ISBN 978-3-17-018437-4.
- mit Winfried Baudisch, Marion Schulze: Einführung in die Rehabilitationspädagogik. Stuttgart 2004, ISBN 978-3-17-018056-7.